# Elisabeth Flickenschildt
Elisabeth Flickenschildt (16 de marzo de 1905 - 26 de octubre de 1977) fue una actriz teatral, cinematográfica y televisiva alemana.

## Biografía
Nacida en Hamburgo, Alemania, su nombre completo era Elisabeth Ida Marie Flickenschildt. Flickenschildt se graduó en la escuela secundaria de Hamburgo, e inició un aprendizaje en un negocio dedicado a la moda. A los 23 años quedó entusiasmada tras asistir a una representación teatral, consiguiendo que su padre, un capitán de la marina, le permitiera estudiar interpretación, recibiendo clases de Robert Nhil. Dada su edad y su estatura de 1,79 metros, se inició con dificultad en la actuación. Flickenschildt debutó interpretando a Armgard en la obra de Friedrich Schiller Wilhelm Tell, representada en el Deutsches Schauspielhaus de Hamburgo. Pronto actuó en diferentes escenarios alemanes, trabajando a lo largo de tres años en Múnich y Berlín. 
En 1936 se casó con el erudito teatral, dramaturgo y ayudante personal de Gustaf Gründgens Rolf Badenhausen (1907–1987), matrimonio que duró hasta el año 1944. Gründgens la contrató para actuar en el Konzerthaus Berlin, donde fue una bruja en la pieza teatral de Johann Wolfgang von Goethe Fausto.
Flickenschildt tuvo varios éxitos cinematográficos en la época del Nacionalsocialismo, y que se dieron a conocer en toda Alemania, siendo algunos de ellos Der zerbrochene Krug (1937), Der Maulkorb (1938), Robert Koch, der Bekämpfer des Todes (1939), Trenck, der Pandur (1940), Ewiger Rembrandt (1942) y Romanze in Moll (1943). Flickenschildt, perteneciente desde el año 1932 al NSDAP, formó parte en los últimos años de la Segunda Guerra Mundial de la Gottbegnadeten-Liste, una lista de los artistas considerados representativos por el Ministerio de Propaganda del Reich. Finalizada la guerra fue encarcelada un breve tiempo bajo la sospecha de haber falsificado cuestionarios referentes a su desnazificación.
Más adelante continuó con su actividad teatral, siendo dirigida con frecuencia por Gustaf Gründgens. Gracias a él, la actriz fue miembro de la compañía del Düsseldorfer Schauspielhaus, siguiendo al director al Deutsches Schauspielhaus de Hamburgo. Bajo su dirección, Flickenschildt interpretó casi todos los personajes teatrales clásicos femeninos, entre ellos a Marthe Schwerdtlein en Fausto. Además, fue actriz principal en obras de teatro contemporáneo como La visita de la anciana dama, de Friedrich Dürrenmatt, o Sappho: A Play in Verse, de Lawrence Durrell.
Tras fallecer Gründgens en 1963, ella disminuyó sus compromisos teatrales. Participó en películas criminales basadas en historias de Edgar Wallace, asumiendo cada vez con mayor frecuencia papeles en producciones televisivas, entre ellas Der Kommissar, episodio 61, o la adaptación a la pequeña pantalla en 1959 de la pieza Die Ratten, de Gerhart Hauptmann, dirigida por John Olden e interpretada por Charlotte Kramm y Edith Hancke. Entre sus últimos filmes figuran Als Mutter streikte (1974), MitGift (1975) y Die Nacht aus Gold (1976). Poco antes de su muerte, Flickenschildt actuó como Volumnia en la obra de William Shakespeare Coriolano, en la cual Boy Gobert hacía el papel del título, en una representación llevada a cabo en el Teatro Thalia de Hamburgo.
En abril de 1976 adquirió como residencia una granja en Guderhandviertel, en el Distrito de Stade. Flickenschildt falleció en octubre de 1977 tras sufrir un grave accidente de tráfico. Fue enterrada en Bernau am Chiemsee, en el cementerio de Hittenkirchen.

## Premios
- 1964 : Filmband in Gold de los Deutschen Filmpreis por su actuación en Das große Liebesspiel.
- 1964 : Título de Professor concedido por el estado federado de Renania del Norte-Westfalia[7]
- 1967 : Galardonada con el Premio Bambi.
- 1975: El presidente Walter Scheel le concedió la Orden del Mérito de la República Federal de Alemania.

## Libros
Elisabeth Flickenschildt una autobiografía titulada Kind mit roten Haaren – Ein Leben wie ein Traum, Múnich, Zúrich: Droemer-Knaur 1971, ISBN 3-426-00320-1. Además publicó la novela Pflaumen am Hut, Hamburgo: Hoffmann und Campe Verlag 1974, ISBN 3-426-00449-6. A título póstumo se editó la colección Pony und der liebe Gott: Geschichten aus dem Nachlass, editado por Rolf Badenhausen, Rowohlt, Reinbek bei Hamburg 1982, ISBN 3-498-09596-X.

## Filmografía (selección)
- 1935 : Großreinemachen
- 1936 : Du kannst nicht treu sein
- 1937 : Der zerbrochene Krug
- 1938 : Heiratsschwindler
- 1938 : Der Maulkorb
- 1938 : Ein Mädchen geht an Land
- 1939 : Der Schritt vom Wege
- 1939 : Robert Koch, der Bekämpfer des Todes
- 1940 : Trenck, der Pandur
- 1940 : Der Fuchs von Glenarvon
- 1941 : Ohm Krüger
- 1942 : Der große König
- 1942 : Rembrandt
- 1942 : Zwischen Himmel und Erde
- 1943 : Romanze in Moll
- 1943 : Altes Herz wird wieder jung
- 1944 : Familie Buchholz
- 1944 : Neigungsehe
- 1944 : Philharmoniker
- 1945 : Ein toller Tag
- 1945 : Shiva und die Galgenblume
- 1950 : König für eine Nacht
- 1952 : Toxi
- 1952 : Der Tag vor der Hochzeit
- 1953 : Hokuspokus
- 1954 : Hochzeitsglocken
- 1954 : Rittmeister Wronski
- 1955 : Sohn ohne Heimat
- 1955 : Die spanische Fliege
- 1957 : Robinson soll nicht sterben
- 1957 : Herrscher ohne Krone
- 1958 : Wir Wunderkinder
- 1958 : Auferstehung
- 1958 : Scampolo
- 1958 : Stefanie
- 1959 : Die Ratten (TV)
- 1959 : Der Besuch der alten Dame (TV)
- 1959 : Labyrinth
- 1960 : Frau Warrens Gewerbe
- 1960 : Die Bande des Schreckens
- 1960 : Die Brücke des Schicksals
- 1960 : Faust
- 1960 : Agatha, laß das Morden sein!
- 1962 : Frauenarzt Dr. Sibelius
- 1962 : Eheinstitut Aurora
- 1962 : Das Gasthaus an der Themse
- 1962 : Das schwarz-weiß-rote Himmelbett
- 1963 : Das große Liebesspiel
- 1963 : Das indische Tuch
- 1963 : Ferien vom Ich
- 1964 : Einer frißt den anderen
- 1964 : Das Phantom von Soho
- 1964 : Lausbubengeschichten
- 1965 : Tante Frieda – Neue Lausbubengeschichten
- 1965 : Diamanten-Billard
- 1966 : Onkel Filser – Allerneueste Lausbubengeschichten
- 1966 : Das Missverständnis (TV)
- 1967 : Der Tod läuft hinterher (miniserie)
- 1967 : Wenn Ludwig ins Manöver zieht
- 1967 : Der Lügner und die Nonne
- 1969 : Dr. med. Fabian – Lachen ist die beste Medizin
- 1971 : Käpt’n Rauhbein aus St. Pauli
- 1971 : Olympia – Olympia (TV)
- 1973 : Der Kommissar, episodio 61: Der Geigenspieler
- 1974 : Als Mutter streikte
- 1975 : MitGift
- 1976 : Nuit d'or